# Martin Ndongo-Ebanga
Martin Ndongo-Ebanga (Yaoundé, 23 marzo 1966 – Yaoundé, 6 marzo 2024) è stato un pugile camerunese.

## Palmarès
- Olimpiadi

Los Angeles 1984: bronzo nei pesi leggeri.